# 김성민 (1985년)
김성민(한국 한자: 金成民, 1985년 4월 19일 ~ )은 대한민국의 전 축구 선수이며, 포지션은 공격수였다.